# Красинское (Ярославская область)
Красинское — деревня Артемьевского сельского округа Артемьевского сельского поселения Тутаевского района Ярославской области .
Деревня расположена на северо-западной окраине Тутаева, с северо-восточной стороны от федеральной трассы Р151 Ярославль—Рыбинск на участке Тутаев — Рыбинск, между трассой и правым берегом Волги. Это вторая деревня от Тутаева в сторону Рыбинска, между Красинским и городом над рекой Рыкуша расположена еще деревня Рыково. С северо-восточной стороны от деревни, на берегу Волги расположено Молявино, в настоящее время крайний северо-западный район города Тутаев. С западной стороны от деревни, примерно в 3 км в сторону Рыбинска стоят три компактно расположенные деревни Кузилово, Шеломки и Антифьево. С противоположной стороны федеральной трассы в 2 км к западу от Красинского стоит деревня Голенищево, а к юго-западу, на левом берегу реки Рыкуша деревня Мартыново. Деревня стоит на двух берегах небольшого ручья, который по течении ниже деревни прорезает в высоком волжском берегу глубокий овраг, служащий естественной границей района Молявино. На топокарте ручей не назван, на Яндекс-карте назван Красинским. Деревенские улицы ориентированы вдоль этого ручья и перпендикулярно федеральной трассе .
На плане Генерального межевания Борисоглебского уезда 1792 года деревня на левом берегу ручья названа Большая Краснинская, а на правом Малая Краснинская. В 1825 Борисоглебский уезд был объединён с Романовским уездом. 
На 1 января 2007 года в деревне Красинское числился 1 постоянный житель . По карте 1975 г. в деревне жило 16 человек. Почтовое отделение, находящееся в городе Тутаев, обслуживает в деревне Красинское 23 дома на Центральной и 7 домов на Заречной улице .